# Sibson-cum-Stibbington
Sibson-cum-Stibbington est une paroisse civile du Cambridgeshire, en Angleterre.